# Ясены (Могилёвская область)
Ясе́ны (бел. Ясёны) — деревня в составе Глушанского сельсовета Бобруйского района Могилёвской области Республики Беларусь.

## Географическое положение
Деревня Ясены расположена в 2 км от автомобильной дороги Р-55 Бобруйск-Любань, в 23 км к юго-западу от железнодорожной станции Бобруйск.

## Население
- 1907 год — 110 человек
- 1926 год — 84 человека
- 1959 год — 44 человека
- 1970 год — 29 человек
- 1986 год — 46 человек
- 1999 год — 7 человек
- 2010 год — 4 человека
- 2014 год — 4 человека

## История
Согласно письменным источникам, поселение известно с XVI века как село Ясена. Оно входило в состав имения Глуск Речицкого повета Минского воеводства Великого княжества Литовского, насчитывалось 5 дворов.
После второго раздела Речи Посполитой деревня оказалась в составе Бобруйского уезда Минской губернии Российской империи.
В 1907 году в Ясенах было 11 дворов и проживало 110 человек.
Согласно переписи 1917 года, в деревне Ясены числилось 14 дворов; она входила в состав Городокской волости Бобруйского уезда.
В 1926 году в населённом пункте насчитывалось 18 дворов и 84 жителя, деревня входила в состав Римовецкого сельсовета Бобруйского района Бобруйского округа БССР.
На фронтах Великой Отечественной войны погибли 2 односельчанина:
- Акулич Михаил Иванович, родился в 1913 году, рядовой, пропал без вести в октябре 1944 года;
- Акулич Павел Михайлович, сержант, пропал без вести в сентябре 1944 года.

В 1986 году в деревне 14 домашних хозяйств, в составе совхоза «Гороховский». До 20 ноября 2013 года деревня входила в состав Гороховского сельсовета.